# 元古井町
元古井町（もとこいちょう）は、愛知県名古屋市千種区の地名。

## 歴史

### 町名の由来
古井村の元郷であることによる。

### 沿革
- 1938年（昭和13年）6月1日 - 千種区千種町の一部により、同区元古井町が成立[3]。
- 1940年（昭和15年）4月15日 - 千種区千種町の一部を編入する[3]。
- 1979年（昭和54年）5月5日 - 千種区今池一丁目・今池二丁目・今池三丁目・千種一丁目にそれぞれ編入され消滅[3]。